# Alfonso Fernández de Palencia
Alfonso Fernández de Palencia (Palencia, 1423 – Sevilla, 1492) kasztiliai spanyol történetíró.
A burgosi püspöki palotában, a rabbiból lett Pablo de Santa María püspök mellett nőtt fel. Műveltségét Itáliában, a bizánci menekültek körében szerezte. Hazatérve az epikai színezetű, allegórikus Batalla campal entre los perros y los lobos (Farkasok és kutyák csatája) című művével hívta fel magára a figyelmet, melyet eredetileg latinul írt és maga fordított spanyolra. A katonai élet színes rajzát adja A katonai diadalmenet teljességéről szóló műve (Tratado de la perfección militar, 1459)
IV. Henrik kasztíliai király, majd a magát „Alfonso XII” néven királynak kikiáltó Alfonz asztúriai herceg titkára és udvari történetírója volt, de I. Izabella kasztíliai királynő trónra lépése (1474) után elveszítette állását.
Fő műve a latin nyelven írt krónika, Gesta Hispaniensia ex annalibus suorum diebus colligentis, röviden Décadas. Kora történelmét – Titus Livius példájára – három décadasban írta meg (a negyedik befejezetlen), melyekben szabadszájúságát, maró gúnyját és az élethű ábrázolást értékelik. Öregkorát Sevillában, Medina-Sidonia hercegi udvarában töltötte és folytatta évkönyveinek írását. Tudományos munkával, többek között rokonértelmű szavak gyűjtésével, kasztiliai-latin szótár szerkesztésével, a spanyolok teljes történetének megírásával foglalkozott.